# 竹中重利
竹中 重利（たけなか しげとし）は、安土桃山時代から江戸時代初期にかけての武将、大名。豊後国荷揚城主。府内藩初代藩主。諱は重信、重義、隆重、重隆とも。

## 略歴

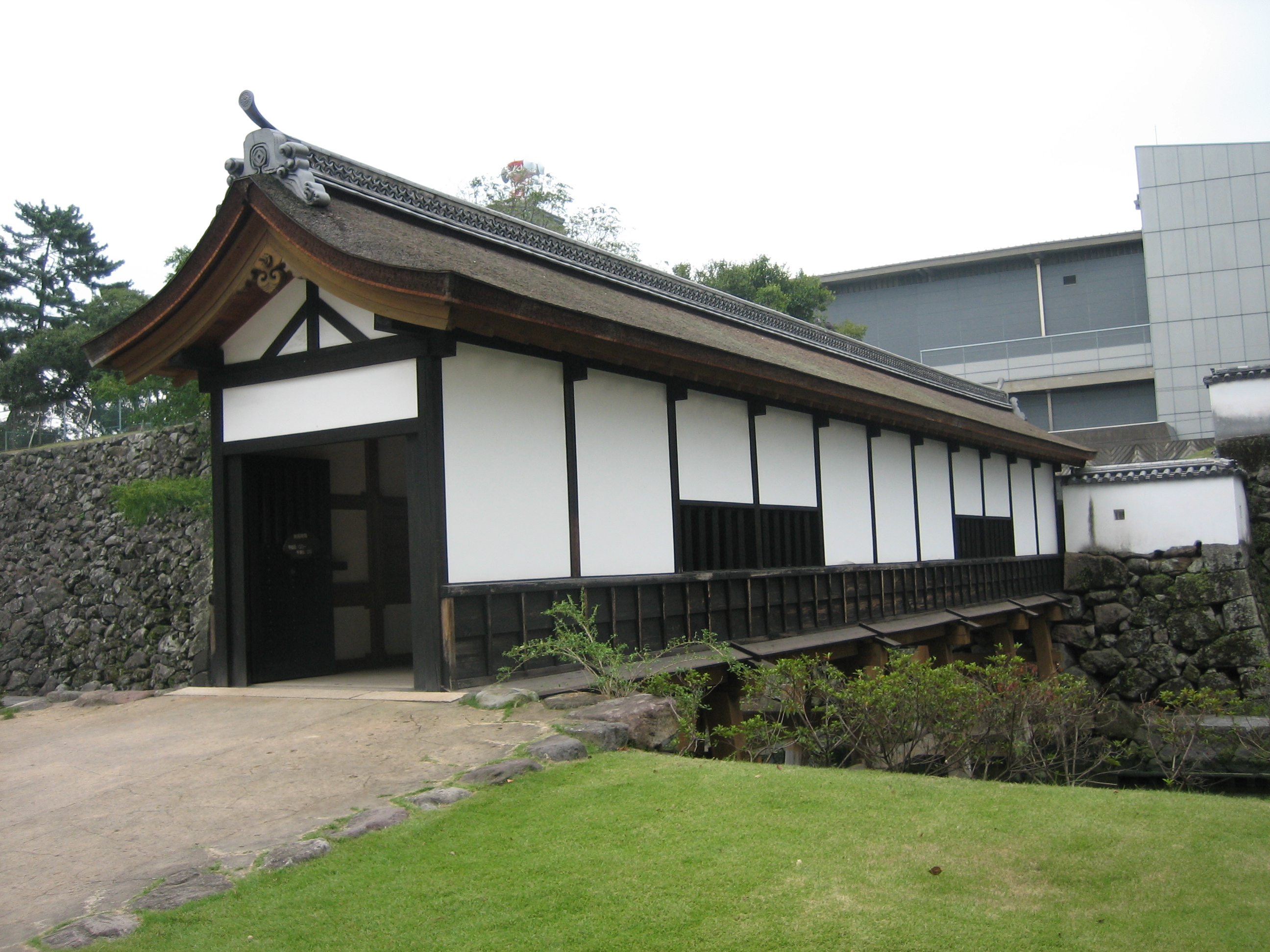
重利が改修した府内城跡（廊下橋）

永禄5年（1562年）に生まれる。『寛政重修諸家譜』では父を竹中重光（竹中重元の弟）とするが、諸系図では竹中重広（与右衛門、竹中重元の子）の子として重元の孫とする。羽柴秀吉の参謀竹中重治の従弟か甥にあたるが、正室は重治の妹で、同時に義弟にもあたるため、しばしば弟との表記もある。
竹中重治の知行地から美濃国長松城3,000石を分けて貰っていたが、天正7年（1579年）、重治が死去したので、秀吉の直臣となった。
天正18年（1590年）、森忠政の家人と美濃恵那郡、土岐郡を検地した。同年の小田原征伐には馬廻組頭として参陣した。
文禄3年（1594年）、豊後国国東郡高田で1万3,000石に加増されて大名となった。文禄・慶長の役では二度とも従軍。特に慶長の役では先手衆の軍目付6人の内の1人に選ばれた。この頃、従五位下伊豆守に叙任された。
慶長3年（1598年）の秀吉の死により遺物義光の刀を受領した。
慶長5年（1600年）の関ヶ原の戦いでは、初め西軍に与して大坂久法寺町橋や近江瀬田橋を警備し、丹後田辺城攻めにも兵を派したが、後に黒田如水に誘われて東軍に転向して所領安堵された。
戦後に荷揚城（大分城）を与えられ、豊後府内2万石に加増転封される。城の大改修を行い現在の規模とし、港や城下町を整備し、現在の大分市の発展の基礎を築いた。
元和元年（1615年）10月16日、54歳で死去した。跡を長男の重義が継いだ。
茶を古田織部に学んだ弟子の一人。

## 系譜
- 父：竹中重光または竹中重広
- 母：不詳
- 正室：竹中重元の娘
  - 長男：竹中重義（?-1634）
- 生母不明の子女
  - 男子：竹中重信